# سد ایماها
سد ایماها (به لاتین: Imha Dam) یک سد خاکی و نیروگاه برقابی در کره جنوبی است که در آندونگ واقع شده است.